# Archibracon sigwalti
Archibracon sigwalti är en stekelart som beskrevs av Donald L.J. Quicke 1989. Archibracon sigwalti ingår i släktet Archibracon och familjen bracksteklar. Inga underarter finns listade.